# Orella de llebre
L'orella de llebre o llebrenca (Bupleurum rigidum) és una espècie de planta dins la família de les apiàcies que té una distribució dins la conca del Mediterrani occidental. Es troba atots els Països Catalans però a les Balears només a Eivissa.

## Descripció

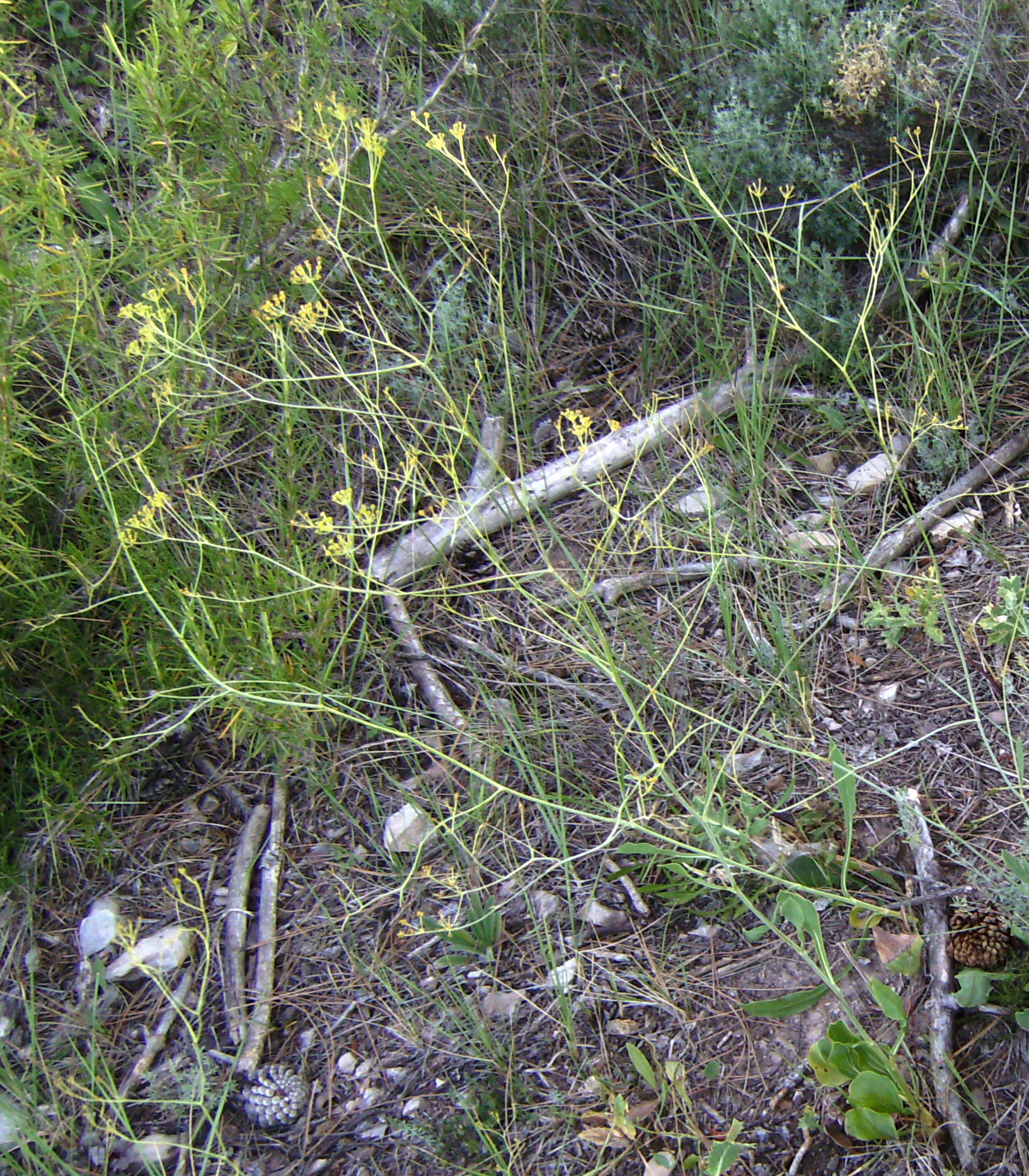
Orella de llebre florida entre romaní i botja d'escombres

Planta perenne glabra i erecta de 30 a 80 cm d'alt amb les fulles molt coriàcies, grisenques o glaucescents. Flors grogues en umbel·les, fruits de 3 a 5 mm. Floreix de juliol a setembre i viu dels 100 als 1500 m en clarianes de bosc mesoxeròfils, pasturatges, a la terra baixa mostra preferència pels obacs.